# IC 4483
IC 4483 је спирална галаксија у сазвјежђу Волар која се налази на листи објеката дубоког неба у Индекс каталогу.
Деклинација објекта је + 16° 41' 6" а ректасцензија 14h 40m 19,4s. Привидна величина (магнитуда) објекта IC 4483 износи 14,1 а фотографска магнитуда 14,9. IC 4483 је још познат и под ознакама UGC 9455, MCG 3-37-35, CGCG 104-66, PGC 52417.